# Richard Honorine
Richard Honorine est un ancien footballeur français né le 7 décembre 1957 à Diego-Suarez (Madagascar). Il évoluait au poste d'arrière latéral.

## Biographie
Richard Honorine joue principalement en faveur du Stade brestois, club où il passe 10 saisons en tant que joueur professionnel.
Au total, il dispute 216 matchs en Division 1 et 95 matchs en Division 2, sans oublier un match en Coupe de l'UEFA avec le FC Metz.
Richard Honorine compte 3 sélections en équipe de France Olympique (1983, tournée en Chine), sous la direction de Henri Michel, entraîneur.

## Carrière
- 1974-1984 :  Stade brestois
- 1984-1985 :  Matra Racing
- 1985-1986 :  FC Metz
- 1986-1988 :  Brest Armorique FC
- 1988-1990 :  AS Nancy-Lorraine
- 1990-1993 :  Stade brestois[1]

## Palmarès
- Champion de France de D2 en 1981 avec Brest et en 1990 avec Nancy